# Darlehensgebühr
Kredit- oder Darlehensgebühren, auch Bearbeitungsentgelte, sind Bankgebühren, die im Zusammenhang mit Krediten von Kreditnehmern zusätzlich zu den vereinbarten Kreditzinsen zu entrichten sind.

## Ökonomischer Hintergrund
Die Kreditgeber (z. B. Kreditinstitute, Bausparkassen oder Versicherungsgesellschaften) tragen die Risikokosten und die Refinanzierungskosten, die von der Höhe des Kredites, dessen Kreditlaufzeit, der Bonität und Verhandlungsmacht des Kreditnehmers abhängig sind. Die vom Kreditnehmer gezahlten Zinsen sind ebenfalls hiervon abhängig. Diese Kosten werden durch die Kreditmarge aufgefangen.
Darüber hinaus entstehen der Bank Kosten, die unabhängig von Laufzeit und Kredithöhe sind. Hierzu gehören Vertriebskosten sowie Kosten der Kreditbearbeitung bei Vertragsabschluss, während der Vertragslaufzeit und bei Vertragsbeendigung (Kreditservicing). Im Sinne einer verursachergerechten Kostenzuordnung und besseren Transparenz ist erschien es sinnvoll, diese Kosten durch gesonderte Entgelte dem Kunden zu belasten, anstatt diese in den Kreditzins einzubeziehen.
So verlangen Kreditgeber beispielsweise Entgelte für die Bestellung oder Freigabe von Kreditsicherheiten oder pauschale Darlehensgebühren, die die einmal anfallenden Kosten der Kreditbearbeitung abdecken.

## Arten
Kredit- oder Darlehensgebühren können in verschiedenen Formen (auch kombinierbar) auftreten:
- am Anfang der Kreditlaufzeit (englisch Upfront fee),
- als permanente (z. B. monatliche) feste Gebühr,
- am Ende der Kreditlaufzeit.

Sie können als fester Betrag oder als Prozentwert der Kreditsumme angegeben werden.

## Rechtslage in Deutschland
Darlehensgebühren können in Deutschland wirksam durch Allgemeine Geschäftsbedingungen weder gegenüber Verbrauchern, noch im unternehmerischen Bereich vereinbart werden. Der III. Zivilsenat hatte 1981 Darlehensgebühren durch AGB 1981 bis zu einer Höhe von 2 % für wirksam vereinbar entschieden. 2007 hielt der Vorsitzende des XI. Zivilsenates Gerd Nobbe bei der WM-Tagung Bankrecht einen 2008 als Aufsatz veröffentlichten Vortrag, der zu einem völligen Umschwung der Rechtsprechung führte.

### Verbraucher
Mit der Preisangabenverordnung trat 1985 eine Verpflichtung der Kreditinstitute in Kraft, derartige Entgelte in Verbraucherdarlehensverträgen in der Kalkulation des Effektivzinses zu berücksichtigen.
Mit zwei Urteilen vom 28. Oktober 2014 entschied der Bundesgerichtshof (BGH), dass Kredit- oder Darlehensgebühren bei Verbraucherdarlehensverträgen nicht in den Allgemeinen Geschäftsbedingungen der Kreditinstitute wirksam vereinbart werden können und verbot damit Kredit- oder Darlehensgebühren bei Verbraucherdarlehensverträgen. Das Hauptargument für die Unwirksamkeit solcher Klauseln ist nach dieser Entscheidung, dass mit dem Bearbeitungsentgelt

„"...lediglich Kosten für Tätigkeiten (wie etwa die Zurverfügungstellung der Darlehenssumme, die Bearbeitung des Darlehensantrages, die Prüfung der Kundenbonität, die Erfassung der Kundenwünsche und Kundendaten, die Führung der Vertragsgespräche oder die Abgabe des Darlehensangebotes) auf die Kunden abgewälzt werden, die das Kreditinstitut entweder im eigenen Interesse erbringt oder aufgrund bestehender eigener Rechtspflichten zu erbringen hat."“

Als Folge konnten Darlehensnehmer, die in der Vergangenheit ein Bearbeitungsentgelt entrichtet hatten, gegenüber ihrem kreditgebenden Institut rückwirkend bis 2004 einen Erstattungsanspruch geltend machen. Die Regelverjährung des § 195 BGB von drei Jahren begann erst im Jahr 2011, so dass für sog. Altfälle (Entstehung des Anspruchs auf Rückzahlung) mit Ablauf des Jahres 2014 die Verjährung eintrat. Somit ist für alle Rückzahlungsansprüche, die bis einschließlich 2013 entstanden sind, die Regelverjährungsfrist bereits abgelaufen, für Ansprüche aus dem Jahr 2014 ist das Ende der Regelverjährungsfrist der 31. Dezember 2017, wenn nicht verjährungshemende Maßnahmen ergriffen werden.

### Unternehmerischer Bereich
Ob diese Rechtsprechung ebenfalls auf Bereich der Darlehen an Unternehmer auszudehnen sie, war umstritten; zahlreiche Urteil der Instanzgerichte  verneinten dies, während zahlreiche Rechtswissenschaftler eine entsprechende Rechtsprechung des BGH antizipierten.
Ebenfalls mit zwei am selben Tag, dem 4. Juli 2017, verkündeten Urteilen entschied der Bundesgerichtshof, dass auch gegenüber Unternehmern keine Kredit- bzw. Darlehensbearbeitungsentgelte durch die Allgemeinen Geschäftsbedingungen der Banken vereinbart werden können.
Der Bundesgerichtshof stützt diese Entscheidungen darauf, dass auch im unternehmerischen Bereich

„"...die Vereinbarung laufzeitunabhängiger Bearbeitungsentgelte [...] mit wesentlichen Grundgedanken der gesetzlichen Regelung nicht zu vereinbaren [sei]. [...]  Die Angemessenheit der Klauseln lässt sich auch nicht mit Besonderheiten des kaufmännischen Geschäftsverkehrs rechtfertigen. Soweit hierzu eine geringere Schutzbedürftigkeit und eine stärkere Verhandlungsmacht von Unternehmern im Vergleich zu Verbrauchern angeführt werden, wird übersehen, dass der Schutzzweck des § 307 BGB, die Inanspruchnahme einseitiger Gestaltungsmacht zu begrenzen, auch zugunsten eines - informierten und erfahrenen - Unternehmers gilt. [...] Auf ein gesteigertes wirtschaftliches Verständnis von Unternehmern kommt es bei den vorliegenden Klauseln nicht an, weil sie von einem Verbraucher ebenso wie von einem Unternehmer ohne Weiteres zu verstehen sind. "“

In Hinblick auf die Verjährung verweist der Bundesgerichtshof ausdrücklich  auf sein Urteil vom 28. Oktober 2014 und einen möglichen Verjährungsbeginn im Jahr 2011, so dass in vielen Fällen die Verjährung für Ansprüche aus dem Jahre 2013 und davor eingetreten ist.
Der Deutsche Sparkassen und Giroverband entfernte in Antizipation der Änderung der Rechtsprechung bereits im Februar 2017 die Möglichkeit, Darlehensgebühren zu verlangen, aus den für ihre Mitglieder vorgehaltenen Muster für Unternehmerdarlehen; bis 2017 waren Gebühren in Höhe von 0,5 bis 3 % bankenüblich. Es wird geschätzt, dass die deutschen Kreditinstitute jährlich 1,5 Milliarden € zu Unrecht eingenommen haben, entsprechend etwa 6 % des Gesamtbilanzgewinnss der deutschen Banken und Sparkassen.

## Österreich
In Österreich wurde die Darlehensgebühr an das zuständige Finanzamt für Gebühren, Verkehrssteuern und Glücksspiel abgeführt. Sie betrug gemäß GebG § 33 TP 8: 0,8 % von der Finanzierungssumme. Diese Bestimmung wurde durch das Budgetbegleitgesetz 2011 ersatzlos zum 1. Januar 2011 aufgehoben.